# Kurkub
Kurkub és una antiga població del Khuzestan a l'Iran, entre Wasit (Iraq) i Sus (Susa) famosa pels seus tapissos i estores. L'especialitat més coneguda és l'estora anomenada susangerd però alguns consideren que la de Fasa era de millor qualitat.